# Oberliga Berlin (1974-1991)
Ne doit pas être confondu avec la ligue homonyme "Oberliga Berlin" qui fut organisée de 1947 à 
1963 et qui eut alors le rang d’une "Division 1".
Pour les articles homonymes, voir Oberliga Berlin.
L’Oberliga Berlin (1974-1991) fut une ligue allemande de football organisée entre 1974 et 1991. Cette compétition eut la valeur d’une "Division 3" puisque annuellement son vainqueur étaient un montant potentiel vers le 2e niveau de la hiérarchie du football ouest-allemand.

## Présentation
Cette nouvelle version de l’Oberliga Berlin fut créée par la Deutscher Fussball Bund (DFB), lors de la création de la 2. Bundesliga en 1974.
Il lui fut donné le même nom "Oberliga Berlin" que la ligue qui exista de 1947 à 1963 et qui disparut lors de l'instauration de la Bundesliga.
L'Oberliga Berlin (1974-1991) fuit ouverte aux clubs situés dans la zone de Berlin-Ouest, donc affilié auprès de la  Berliner Fußball-Verband (BFV).

### Niveau supérieur
.

logo de la BFV

Jusqu'en 1981, l'Oberliga Berlin (1974-1991) fut située directement en dessous de la 2. Bundesliga Nord. Ensuite, directement sous la 2. Bundesliga quand celle-ci fut ramenée à une seule série.
De la saison inaugurale à 1978, le vainqueur de l'Oberliga Berlin (1974-1991) participa au tour final nécessaire pour atteindre la 2. Bundesliga. En 1979, 1980 et 1981, la promotion du niveau 3 au niveau 2 fut directe. Mais le champion berlinois devait disputer un "barrage" contre le vice-champion de l'Oberliga Nord.
À partir de la saison 1981-1982, la participation au tour final fut de nouveau acquise pour le premier classé de l'Oberliga Berlin.

### Niveau inférieur
Sous cette Oberliga Nord (1974-1994), se trouvaient les séries de l'Amateurliga Berlin (aussi appelée "Bezirksliga Berlin" selon certaines sources).

## Fondateurs de l’Oberliga Berlin (1974-1991)
Ci-dessous, les 18 clubs fondateurs de l’Oberliga Berlin, d'abord les cercles relégués de la Regionalliga Berlin puis les promus depuis l'Amateurliga Berlin:
|    | Relégués de Regionalliga  |    | Promus d'Amateurliga      |
| -- | ------------------------- | -- | ------------------------- |
| 1  | SV Blau-Weiss Berlin      | 11 | Berliner FC Südring       |
| 2  | FC Hertha 03 Zehlendorf   | 12 | Berliner SC Kickers 1900  |
| 3  | SC Westend 01             | 13 | Polizei SV Berlin         |
| 4  | SC Rapide Wedding 1893    | 14 | Reinickendorfer Füchse    |
| 5  | 1. FC Neukölln            | 15 | Tennis Borussia Berlin II |
| 6  | Berliner SV 92            | 16 | SC Union 06 Berlin        |
| 7  | Berliner BC Südost        | 17 | VfB Neukölln              |
| 8  | Spandauer SV              | 18 | SC Wacker Siemensstadt    |
| 9  | Berliner FC Preussen 1894 |    |                           |
| 10 | Berliner FC Alemannia 90  |    |                           |

## Palmarès de l'Oberliga Berlin (1974-1991)
En dix-sept saisons, dix clubs différents remportèrent le titre de cette "Oberliga Berlin (1974-1991)". Le Berlin FC Preussen et le TéBé Berlin furent les plus titrés avec 3 sacres. Les clubs dont le nom apparaît en lettres grasses furent promus en 2. Bundesliga.
|    | Saisons   | Champîons                 | Vice-champions            |
| -- | --------- | ------------------------- | ------------------------- |
| 1  | 1974-1975 | Spandauer SV              | FC Hertha 03 Zehlendorf   |
| 2  | 1975-1976 | SC Union 06 Berlin        | Hertha BSC Berlin II      |
| 3  | 1976-1977 | Berliner FC Preussen 1894 | Hertha BSC Berlin II      |
| 4  | 1977-1978 | SC Wacker 04 Berlin       | Berliner FC Preussen 1894 |
| 5  | 1978-1979 | FC Hertha 03 Zehlendorf   | Berliner FC Preussen 1894 |
| 6  | 1979-1980 | Berliner FC Preussen 1894 | Lichterfelder Sport Union |
| 7  | 1980-1981 | Berliner FC Preussen 1894 | Reinickendorfer Füchse    |
| 8  | 1981-1982 | Tennis Borussia Berlin    | FC Hertha 03 Zehlendorf   |
| 9  | 1982-1983 | Sport-Club Charlottenburg | FC Hertha 03 Zehlendorf   |
| 10 | 1983-1984 | SV Blau-Weiss Berlin      | Tennis Borussia Berlin    |
| 11 | 1984-1985 | Tennis Borussia Berlin    | Sport-Club Charlottenburg |
| 12 | 1985-1986 | Sport-Club Charlottenburg | 1. Traber FC Mariendorf   |
| 13 | 1986-1987 | Hertha BSC Berlin         | Tennis Borussia Berlin    |
| 14 | 1987-1988 | Hertha BSC Berlin         | Tennis Borussia Berlin    |
| 15 | 1988-1989 | Reinickendorfer Füchse    | FC Hertha 03 Zehlendorf   |
| 16 | 1989-1990 | Reinickendorfer Füchse    | Hertha BSC Berlin II      |
| 17 | 1990-1991 | Tennis Borussia Berlin    | Türkiyemspor Berlin 1978  |

## Liste des clubs ayant évolué en Oberliga Berlin (1974-1991)
44 équipes différentes jouèrent dans cette "Oberliga Berlin (1974-1991)". Deux formations furent présentes durant toute l'existence de cette ligue: le FC Hertha 03 Zehlendorf et Reinickendorfer Füchse. 
Les équipes "Réserves" du Hertha BSC, du TéBé Berlin et du SV Blau-Weiss participèrent mais le règlement leur interdisait de monter en 2. Bundesliga. Le Hertha Amateure dut descendre lorsque l'équipe "Premières" fut reléguée du 2e niveau.
| Ordre | Clubs | Saisons | Titres |
| ----- | --- | ------- | ------ |
| 1     | Reinickendorfer Füchse FC Hertha 03 Zehlendorf | 17      | 2 1    |
| 3     | Berliner FC Preussen Spandauer SV SC Rapide Wedding 1893 | 16      | 3 1 -  |
| 6     | Spandauer BC | 15      | -      |
| 7     | Hertha BSC Berlin II | 14      | -      |
| 8     | 1. Traber FC Mariendorf | 12      | -      |
| 9     | Tennis Borussia Berlin SC Westend 01 Lichterfelder Sport-Union SC Tasmania 73 Neukölln                                                                                    | 10      | 3 -    |
| 13    | SC Union 06 Berlin | 9       | 1      |
| 14    | SC Charlottenburg SC Gatow 1931 | 8       | 2 -    |
| 16    | SV Blau-Weiss Berlin SC Wacker 04 Berlin VfB Neukölln | 7       | 1 -    |
| 19    | Tennis Borussia Berlin II Berliner FC Viktoria 89 | 6       | -      |
| 21    | Berliner SV 92 SC Wacker Siemensstadt Neuköllner Sportfreunde | 5       | -      |
| 24    | TuS Makkabi Berlin Türkiyemspor Berlin 1978 | 4       |        |
| 26    | Polizei SV Berlin SpVgg Hellas-Nordwest 04 SV Brandenburg/Lichterfelde TSV Rudow SV Blau-Weiss 90 Berlin II                                                               | 3       | -      |
| 31    | Hertha BSC Berlin 1. FC Neukölln Berliner BC Südost SC Staaken 1919 SV Preussen Wilmersdorf VfB Lichterfelde                                                              | 2       | 2 -    |
| 37    | Berliner SC Kickers 1900 Berliner FC Alemannia 90 Berliner FC Südring Neuköllner FC Rot-Weiss Berliner SC Rehberge Lichtenrader BC Frohnauer SC Neuköllner SC Marathon 02 | 1       | -      |

## Dissolution
Après la Chute du Mur de Berlin en novembre 1989 et la réunification allemande qui en découla, la Deutscher Fussball Bund (DFB) vit revenir dans son giron un grand nombre de clubs de l'ex-RDA. Tous les cercles qui poursuivirent leurs activités furent incorporés au sein des différentes ligues de la DFB.
Au terme de la saison 1990-1991, l'Oberliga Berlin (1974-1991) fut dissoute et ses clubs furent reversés  en Oberliga Nordost, avec les clubs clubs de l'ancienne DDR Liga (renommée NOFV-Liga). Cette ligue avait été créée la saison précédente sur base de l'ancienne DDR Oberliga.
En 1991, seuls les deux derniers classés (SC Rapide Wedding 1893 et SC Tasmania 73 Neukölln) furent reklégués en Amateurliga Berlin.